# Pseudepipona occidentata
Pseudepipona occidentata är en stekelart som beskrevs av Giordani Soika. Pseudepipona occidentata ingår i släktet Pseudepipona och familjen Eumenidae. Inga underarter finns listade i Catalogue of Life.